# Limnophyes spinigus
Limnophyes spinigus är en tvåvingeart som beskrevs av Ole Anton Saether 1991. Limnophyes spinigus ingår i släktet Limnophyes och familjen fjädermyggor.
Artens utbredningsområde är Tyskland. Arten har ej påträffats i Sverige. Inga underarter finns listade i Catalogue of Life.